# Юліус фон Блаас
Юліус фон Блаас (22 серпня 1845, Альбано Лаціале — 1 серпня 1922, Бад-Галлі) — італійсько-австрійський художник історичного, тваринного живописів, жанрового малярства, художник-баталіст.

## Біографія

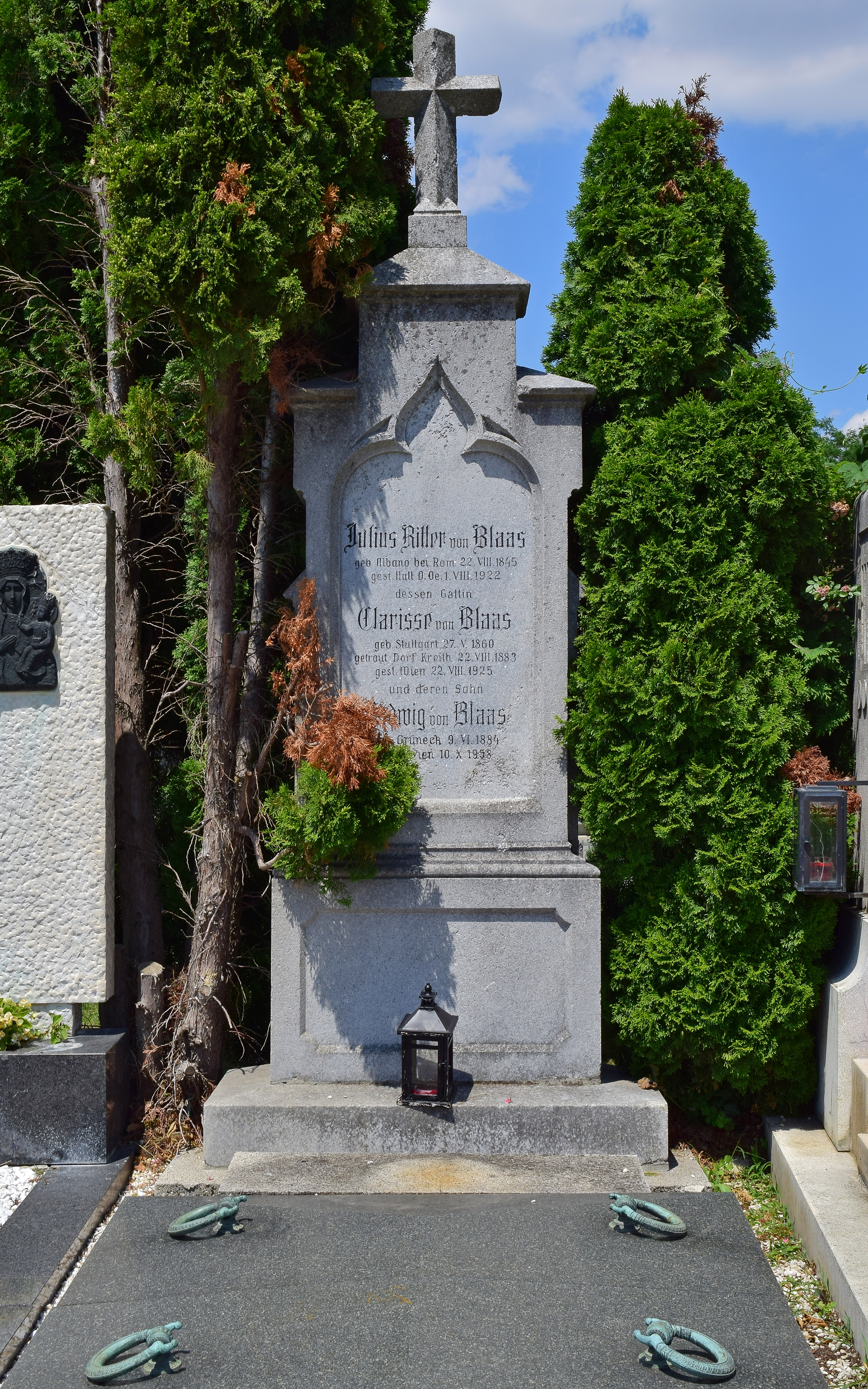
Почесна освячена могила на центральному кладовищі Відня

Юліус почав своє мистецьке навчання під керівництвом свого батька, художника історичного живопису Карла фон Блааса, виїжджав на навчання до Флоренції та Риму, навчався в Академії образотворчих мистецтв у Відні, де пізніше отримав звання професора. Він отримував численні офіційні замовлення від віденського двору, написав кілька кінних портретів імператора Франца Йосифа I та імператриці Єлизавети Баварської, а також інших представників високого дворянства. У 1888 році він був нагороджений медаллю ерцгерцога Карла Людвіга, а з 1869 року він був членом Будинку Художників у Відні.
Юліус фон Блаас був натуралістом і, крім портретів, малював також жанрові сцени життя народу. Його історичні картини та портрети також є історичними документами імперської Австрії того часу. Через рік після його смерті віденський Будинок Художників присвятив йому меморіальну виставку. Багато його робіт зараз знаходяться у приватних колекціонерів, а також неодноразово виставляються на аукціонах. Інші роботи знаходяться в державних колекціях, таких як австрійська галерея Бельведер і Музей військової історії.
Юліуса фон Блааса поховали в почесній могилі на Центральному кладовищі у Відні (група 15 H, ряд 1, № 12).
Його син Карл Теодор фон Блаас також присвятив себе портретному живопису.

## Твори (частково)

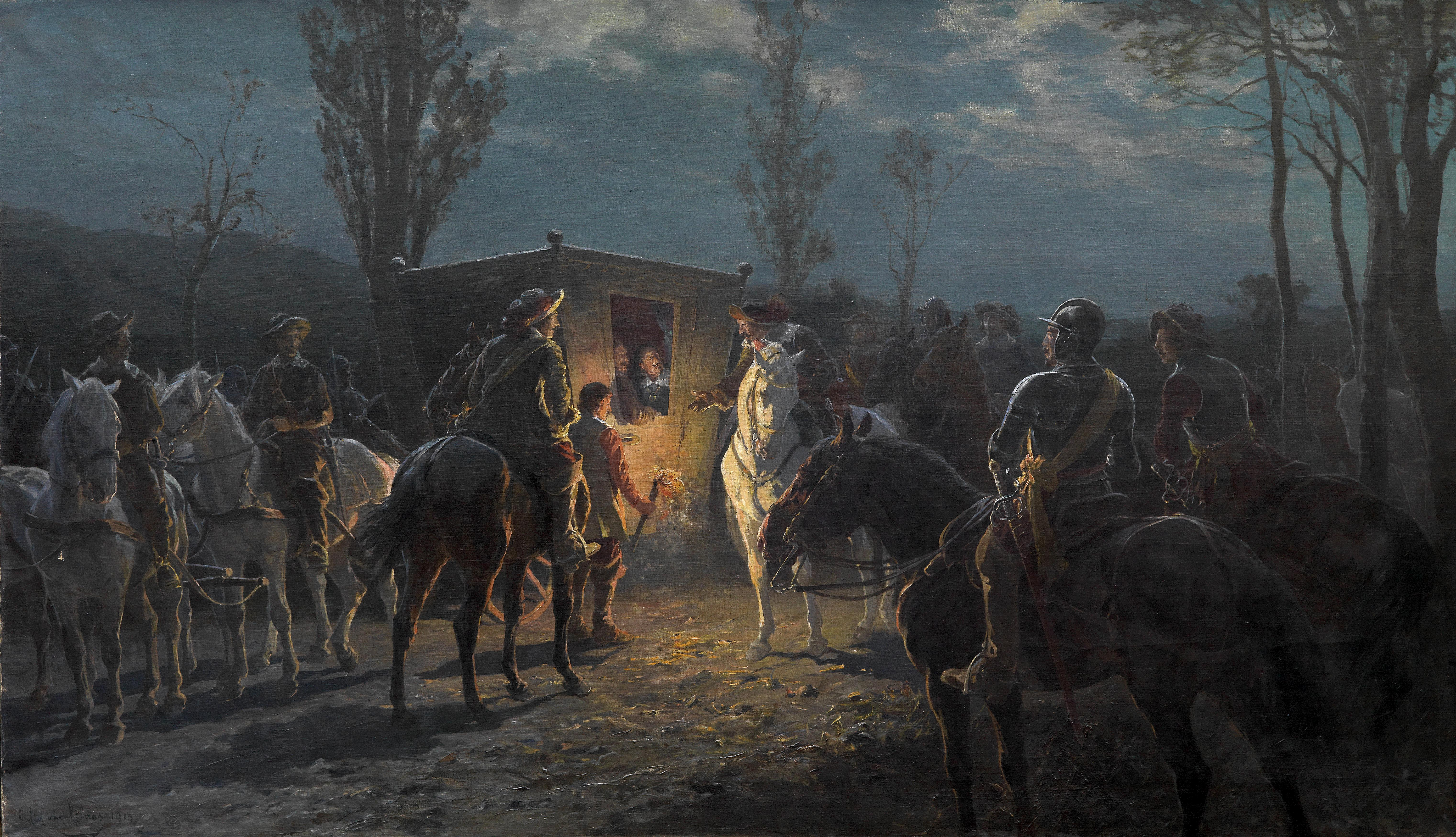
Нічна сцена, 1913

- Ранкова вправа верхової їзди ліпіцанерів у зимовій школі верхової їзди, близько 1890 року, Іспанська школа верхової їзди, Відень
- Бій далматинських провінційних стрільців під Лівно 15 серпня 1878 року, 1907, Військово-історичний музей, Відень

## Примітки

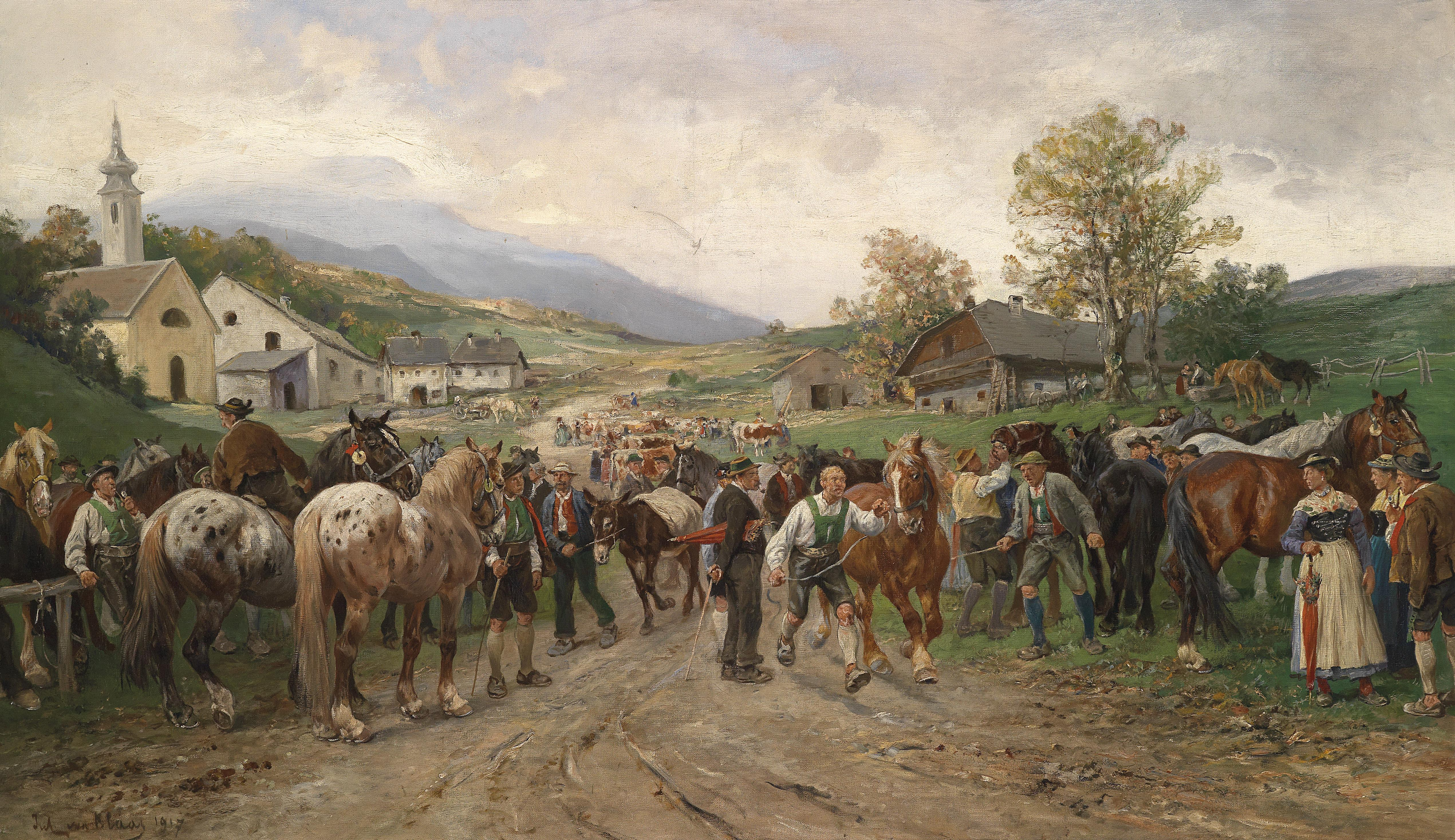
Кінський ринок, 1917 рік